# 光戦隊マスクマン
『光戦隊マスクマン』（ひかりせんたいマスクマン）は、1987年2月28日から1988年2月20日まで、テレビ朝日系列で毎週土曜18:00 - 18:25（JST）に全51話が放送された、東映制作の特撮テレビドラマシリーズ、および作中で主人公たちが変身するヒーローの名称。

## 概要
本作品のモチーフは気功である。このモチーフの選定は、東映プロデューサーの鈴木武幸が「座禅を組んでいた人間が飛び上がっている写真」を見たことがきっかけとなっている。戦隊チームの5人は全員武術（格闘技）の達人と設定されており、人間の体に眠る可能性を引き出す存在としての説得力を持たせようとしている。劇中各戦士のパワーアップもアイテムではなく、トレーニングでオーラパワーを引き出すというものである。
『超電子バイオマン』『電撃戦隊チェンジマン』『超新星フラッシュマン』と3作品にわたって宇宙規模の物語が続いたため、本作品では人間の内面に眼を向けることになり、キャラクターの構成要件もそれまでの西洋科学的要素へのアンチテーゼとして、東洋思想のイメージが導入された。後のインタビューで鈴木武幸は「本当にシンプルに抑えようじゃないかということで、何かをくっつけるということを止めまして」と述べている。
ストーリーの特徴は、レッドマスク・タケルとその恋人美緒ことイアル姫の敵味方の恋愛が作劇の根幹として描かれたことである。これにより女性層から好評を得て、ファン層の拡大に貢献した。メインライターの曽田博久は、あまり大上段に構えたテーマを打ち出したくはなかったが、シリーズのマンネリ化を避けるためにはやむを得なかったものであると述べている。
企画段階では『ザ・ファイブマン』というタイトルであり、スーツの首元に五角形で"5"と読める意匠があることや、1号ロボの名称が戦隊名の「マスク」ではなく「ファイブ」と付くなどところどころにその名残が見られる。同じく企画段階では、マスクマンの5人が「姿探偵事務所」の所員とされていたが、職業設定がドラマ展開の足かせになりかねないことから没となり、実作品で5人が所属する「姿レーシングチーム」も第1話で閉鎖されている。
1号ロボであるグレートファイブはシリーズ初の5機合体ロボであり、ロボのパーツが5人のメンバー全員に1機ずつという形で当てられていたのも、これが初めてである。5機合体のアイディアが生まれたのは本作品が初ではないが、玩具化にあたってその合体の再現が困難なこと、および商品単価が高価になる恐れからそれまでは見送られていた。本作品で5機合体が実現したのは、玩具製造技術の向上により5機合体が実現可能となったこと、および時代がバブル景気に突入したこと、さらに玩具メーカーが生産拠点を海外に移したことで製造原価を低く抑えることができたという事情が背景にある。中盤からは2号ロボのギャラクシーロボが登場するが、企画段階では確実に出ると決まっていたわけではなく、1号ロボの商業成績の成否を見極めてから登場させるという戦略だった。実際には『マスクマン』は視聴率・売り上げともに好成績だったため、無事にギャラクシーロボは日の目を見ることができた。
また1話限定だが、マスクマンのプロトタイプとされるシリーズ初の6人目の戦士、X1マスクが登場した。X1マスクの頭部は他のマスクマンと異なり『バトルフィーバーJ』のように目をかたどった造型になっている。企画段階ではヒーローのデザイン候補として描かれた目のある型と従来のゴーグル型とが拮抗して譲らず、かつてないほど決定が難航し、両種類のレッド用マスクが試作された。結局は「目のあるヒーローは新鮮さがまだ弱い」という理由でゴーグル型が採用された。X1マスクの頭部はこのときの試作品を流用したものだが、スーツは新作である。
『マスクマン』は通常よりも1話分早く終了した。これは次回作『超獣戦隊ライブマン』が『バトルフィーバーJ』から数えて10周年記念作品となるため、2月の最終週に10大戦隊を取り上げた特別番組を放映する予定だったからである。ところが悪天候のせいで『マスクマン』撮影スケジュールが遅れたために特番を撮影する余裕がなくなり、予定を繰り上げて2月の最終週から『ライブマン』が開始することになった。10大戦隊の特番は、翌年の『高速戦隊ターボレンジャー』第1話まで持ち越しとなった。

## あらすじ
地上とは別の進化をたどったもう一つの人類が住む地底世界は、地帝王ゼーバのもとで地底帝国チューブに統一された。ゼーバは次の目標として地上世界の侵略を開始する。姿レーシングチームのレーサー・タケルに対し恋人の美緒がチューブの存在を警告した直後、突如現れた地割れに美緒が飲み込まれてしまう。彼女の本当の名はイアルで、チューブが派遣したスパイであると同時にかつての地帝王の娘＝王女だったが、タケルを愛したためにチューブから離反していたのである。
かねてからチューブの存在を察知していたレーシングチームの代表・姿三十郎は、その脅威に対抗するためオーラパワーの素質がある5人の若者をスカウトして光戦隊マスクマンを結成しており、タケルもその1人だった。地上侵攻を始めたチューブとの初戦に辛くも勝利したマスクマンだったが、地帝城の浮上によって苦戦を強いられてしまう。苦労の末オーラパワーを完全に発動させた5人は、巨大ロボ・グレートファイブによってチューブの作戦を打ち砕く。
没落した家の再興を目指す地帝王子イガムは、妹イアルをたぶらかしたとしてタケルを付けねらう。一方でゼーバ配下の攻撃も次第に激しくなり、ドクロドグラー戦後にグレートファイブが地下に埋もれてしまう。マスクマンはこの窮地に際し、かつて暴走して失われていたギャラクシーロボを取り戻して戦力を増強させる。
チューブはマスクマンのメンバーひとりひとりを標的にするようになり、盗賊騎士キロスによって必殺武器・ショットボンバーが破壊される。イアル姫を手に入れようとするキロスとの対峙で、タケルは美緒とイアルが同一人物であると知る。マスクマンは光戦隊の技師たちの協力で新武器・ジェットカノンを獲得し、その威力でチューブの悪事を阻止し続ける。
アキラがヨロイドグラーの鎧に取り付かれて地帝剣士ウナスに変貌し、イガムとともに仲間に襲い掛かってきたとき、戦いの中でイガムの兜が割れて実は女性であったことが露呈する。タケルは洞窟内で氷に閉じ込められたイアルを発見してキロスと争いになり、割れた氷の破片が胸に刺さったためキロスは死亡する。ゼーバは解放されたイアルとタケルの抹殺をイガムに命じる。
実はゼーバの正体は、かつてイガム王家によって退治された邪悪なリサールドグラーの遺児であり、復讐のために地下世界を乗っ取ると、自らの弱点につながる王家の姉妹の仲を引き裂いたのだった。真実を知ったイガムは家の復興という大義を捨ててイアルと和解し、姉妹に備わった神秘の力で地帝城から放たれる暗黒粒子を消し去って、ゼーバを弱体化させる。マスクマンはリサールドグラーの本性をあらわにしたゼーバを撃ち滅ぼす。
こうして戦いは終わり、地上と地底の2つの世界に平和が戻った。しかしイアルは愛するタケルと別れ、地底の再建に力を尽くす道を選ぶ。そしてイガムはひとり巡礼の旅に出るのだった。

## 登場人物

### 光戦隊マスクマン
対地底帝国戦を想定した秘密組織・光戦隊の戦士。オーラパワーの素質に恵まれた武術の達人で編成され、本格活動開始まで、表向きは、F1チームの姿レーシングチームとして活動していた。
それぞれ、武道をたしなみ、各自両手で固有の九字護身法の印を結び精神統一を図る。
第1話の時点ではオーラパワーが完全に開花しておらず、第3話の戦闘中、爆発の中で己を極限まで追い込むことで開花・会得した。
タケル
印＝「在」（日輪印）
マスクマンのリーダー格。23歳。5人の中では最も強いオーラパワーを持つ。11歳のころから始めた空手と剣技を得意としている。
直情型の熱血漢ながらも冷静な面も備えており、正義感も強い。空手と出合ったことで、強い精神力と誠実に生きることを身に付けた。普段は頼れる存在だが、イアル姫でもある美緒が絡んだ事件となると私情に走ってしまい、作戦や他のメンバーの足を引っ張ってしまうことも少なくない。
1年前、線路に取り残されて電車に轢かれそうになった赤ん坊を助けた直後、それを見ていた姿に襲撃され、激闘の末、姿に認められてスカウトされ、マスクマンになった。姿レーシングチームではドライバーを務める。平時は赤いスポーツカーを使用し、ハルカとモモコが同乗することもある。
38話で少年時代は成績優秀で近所の人気者と本人は言っているが、実際に過去にタイムスリップした際に出会った少年時代のタケルはかなりのワルガキだった。勉強嫌いで宿題もやらずよく立たされており、近所でも悪さのやり放題で浮いていた存在だった。『人造人間キカイダー』が好きだったらしく、ジロー風の衣装を身にまとい屋根の上で変身ポーズをとって落っこちたり、助けにきたハルカとモモコのスカートを捲ったりとする腕白ぶりを見せていた。
レッドマスク
タケルが変身する戦士。空手などの打撃技とマスキーブレードを用いた剣技で戦う。また、ドライビングテクニックを活かして、マシン戦を繰り広げることもある。

ケンタ
印＝「陣」（内縛印）
マスクマンのサブリーダー。21歳。体格が大柄なパワータイプで、拳法の修業は幼少のころから強くなりたいという一心で励んでおり、古武術・テコンドー・カンフーなどを得意としている。姿レーシングチームではメカニックを務める。
明るい性格のムードメーカー。社交的だが、女性にはめっぽう弱くて惚れっぽい質。アイドルの島田マリナを追っかけていたこともある。遊び好きでもあるが、鍛錬は真面目に取り組んでいる。バイクが趣味でプライベートやパトロールを問わず活用。
姿レーシングに所属前は、SUN RACINGのレースメカニックだった。
ブラックマスク
ケンタが変身する戦士。大柄な体からの怪力を活かしての体術や古武術を応用した棒術で戦う。

アキラ
印＝「列」（智拳印）
チーム最年少の16歳。袖に隠している2本の剣（双手剣）を使った剣戟など中国武術・拳法を得意とし、その剣技は空中に投げたリンゴの皮を綺麗に剥いてしまうほど高い技量を持っており、その小柄な体格を生かして非常に軽い身のこなしで戦う。姿レーシングチームではピットスタッフを務める。
ヤンチャで笑顔を絶やさない明るい性格のお調子者。一方で背が低いことや最年少であるために子供扱いされることを非常に気にしている。姿長官がスカウトした理由として「（やることは子供だが）何をするかわからない意外性」を持っていることからスカウトされた。リンゴが大好物で、常に持ち歩いている。アイドル南野陽子のファンでもある。ケンタと同じく、バイクを移動手段として使用することも少なくない。故郷に一人暮らししている母親と文通をしている。
第44・45話では地帝剣士ウナスとして本来の人格を失い、マスクマンと敵対するという展開もあった。
ブルーマスク
アキラが変身する戦士。中国武術を活かした素早い攻撃や空中攻撃を得意とする。専用のマスキートンファだけでなく、レーザーマグナム剣タイプの2刀流で戦うこともある。
地帝剣士ウナス
第44話・第45話に登場。アキラがヨロイドグラーの鎧で変化した姿で、二刀流で戦う。アキラが助けた地底人たちが、アキラをウナスと思い込み、祈りを捧げたことによって誕生したが、元来ウナスはイガム家に仕える戦士で、イガムの指示でガメスドグラーと共に動く。オーラパワーの火がアキラの心に働きかけたため、鎧が外れ、アキラは元に戻った。
- 衣装デザインは新貝田鉄也郎が担当。ウナスの衣装が先にデザインされ、その後ヨロイドグラーにそのデザインが落とし込まれた。

ハルカ
印＝「闘」（外獅子印）
女性メンバーで19歳。忍者の宗家出身で直系の家系。幼いころから忍者として育てられたこともあり、先祖伝来の忍術を使用する。姿レーシングチームではピットスタッフを務める。
男勝りな性格でダンスも得意。忍術の修業に幼いころからのめり込んでいたため、何事にも一途にのめり込みがち。忍者としての誇りも高く、フーミンとシノビドグラーが街中で争った際には激しい怒りを露にして、単身で立ち向かったこともあった。一方で、忍者である親の教育方針で少女期にお人形遊びのような女の子らしい遊びをさせてもらえず、フランス人形のマリーを父に捨てられた過去を持つ。後にマリーが売りに出されていることを知り、一度は買い戻すが、マリーを欲しがっていた少女・ユカリに譲っている。
普段から、ひし形手裏剣、鎖、撒菱、煙幕などの忍具を携行している。他者への依存心が強くなると、忍術が使えなくなる。
イエローマスク
ハルカが変身する戦士。忍術や体術を駆使して戦う。

モモコ
印＝「臨」（不動根本印）
もう1人の女性メンバーで19歳。太極拳を得意とする。姿レーシングチームではピットスタッフを務める。
細やかな感情を持つ子供好きな努力家であり、休日には、子供たちに太極拳を教え、「己を信じ、決してへこたれず、最後までやり抜く」という真の強さを教えている。ドクロドグラーこと骨妃に教え子のユウスケとミチオが騙された上、人質にされた際には、誘惑に負けた2人の心を救うべく、変身せずにドクロドグラーに立ち向かい、ドクロドグラーにダメージを与えた。水泳や新体操も得意とする。アキラの指導でバイクの腕前も上げた。
チューブとの戦いにおいては幼いころに迷子になった際にキャロルラブという希少な花から聞こえる声に励まされて無事に帰ることができたため、キャロルラブの種を育てて、心の拠り所とするが、キャロルラブが地獄花の天敵であったことから、苦渋の決断の末、キャロルラブを除草剤にして、地獄花を枯らす。グロンドグラーの手当てをした300年前の娘と瓜二つのため、その人間体・光（）と相思相愛となるが、ゼーバの策略で心を破壊された光（グロンドグラー）を倒すという悲恋に終わる。二度も辛い別れを経験した。
ピンクマスク
モモコが変身する戦士。太極拳を駆使し、新体操の動きを加えたしなやかな体術で戦う。

### マスクマンの支援・関係者
姿 三十郎（）
光戦隊の長官。人体の未知なるパワー・オーラパワーを科学力によって増幅させる「Mプロジェクト」に着手した科学者にして武道家。己のオーラパワーを開花させ縦横に発揮でき、オープニングでは座禅を組んだ姿で空中浮遊を披露している。
地底世界の専制化とチューブの地上への侵攻計画を察知し、全国を巡ってオーラパワーを開花させられる素質がある若者をスカウトした。
マスクマンの良き理解者であるが、時に厳しい指令を下すこともあり、特にタケルとは美緒（＝イアル姫）絡みの件で論争に発展することも。スピンクルーザーの開発に取り掛かる5人のために差し入れとして、おにぎりを握って振舞ったこともある。
10年前にチューブを調査している最中、ゼーバに抵抗したために根絶やしにされたメルメ族の最後の生き残りである地底人の少女・眉を保護し、母親を目の前で喪った彼女から地底人としての記憶を消した後、陰の後見人となり、眉は世界的ピアニストに成長した。
東（）博士
光戦隊のオペレーター兼科学者を務める女性。姿長官の秘書も務める。
Dr.カトリーヌ
東と同様に光戦隊のオペレーター兼科学者を務める外人女性。第3話のみの登場。
車 翔吾（）
第16話に登場。ケンタの古武道の師匠。
バラバのパワーアップに加え、タケルたちの力が消耗したために焦るケンタに喝を入れるべく、黒い鎧武者に扮して、ケンタを襲撃。それにより、ケンタは真剣白刃取りを会得できた。
山形 晃（）
第21話・第22話に登場。姿長官の親友で、ギャラクシーロボの設計者。由美（演：田山真美子）という娘がいる。
2年前の1985年5月27日にギャラクシーロボの起動実験中の事故でコクピット外に放り出された際に死亡。
赤池（）
光戦隊の武器開発チームの主任技師。
20年前の少年時代、故郷である山の小さな町がデスガドグラーのデスガガスに襲われた際、自身も被害に遭う。その影響で虚弱体質になってしまう。チューブの仕業であることを姿から教えられ、打倒チューブのために光戦隊に参加。メカニックとして、マスクマンをサポートする。因縁のデスガドグラーが暴れる中、ジェットカノンを完成させ、自身の仇も討った。
飛鳥 リョオ（） / X1マスク（）
第39話に登場。マスクマン第1号として姿長官が探し出した武道の達人。オフロードバイクの運転も得意としている。
マスクマンのプロトタイプである緑の戦士・X1マスクに選ばれたが、Mプロジェクトを察知したチューブの襲撃を受け、恋人でピアニスト志望の夕子を地底に引きずり込まれて喪い、「女性1人救えない自分に地球など救えない」と考えて姿を隠した。
その後、マグマドグラーに苦戦するマスクマンを見かねて助け出した後、タケルに共闘を持ちかけられる。互いのバイクを激突させるクラッシュゲームに敗れたことから自身のトラウマを明かし、同じ傷を持つタケルの説得にも応じようとしなかったが、タケルを見捨てることができず、6人目のマスクマンとして再び戦うことを決意。2回目のマグマドグラーとの戦いにおいて強化されたヘルバーストを受け止めて突撃した際に全エネルギーを放出し、X1マスクへの変身能力を失ってしまう。
マグマドグラーが倒された後、子供たちに武道と正義を教えることを新たな目標として、タケルたちのもとを去っていった。
「チェンジパワー」と叫んで変身し、右手からの光線とベルトのバックルから放つ煙幕を戦力とする。
- 第39話の脚本を担当した井上敏樹は、自身の担当回はメインライターの曽田博久とは異なる変化球のエピソードを意図していたといい、X1マスクの登場もその一環であったとしている。井上は、かっこいい男を出すのを得意としているのですんなり執筆できたと述べている。

## マスクマンの戦力

### 共通装備
マスキングブレス
マスクマンの5人が左腕に装備している変身・通信用のブレスレット。
マスクマンの力の根源であるオーラパワー無しでも任意的な変身が可能だが、オーラパワーを発動させてからは、「オーラマスク」と叫んだ後、変身後のコードネームを唱えることで各人がオーラパワーを発揮。空中浮遊を経て目の前に浮かぶ光の壁（オーラの壁）を越えることでマスクマンに変身するパターンに定着することとなった。使用者がブレス自体やオーラパワーを失うと変身できなくなるが、オーラパワーは無限であるため、特訓によって再度引き出すことが可能。レーザー光線も発射できる。
レッドマスク用のは、第48話でバラバに破壊されたため、新たなマスキングブレスが用意された。
リョオはブレス無しでX1マスクに変身可能である。
マスキースーツ
普段はマスキングブレス内部に収納され、変身時に光の壁となって射出し、各戦士の身体に装着される強化服。内蔵されたコンピュータを作動させるための電気的な部分と、装着者のオーラパワーによって作動する特殊な部分が共存しており、各戦士の身体能力を倍加させる。マスクの額部分表示窓には、前述した通り装着者のオーラレベルが常に表示されるオーラパワーインジケーターが備わっており、イエローとピンクのマスクの両耳部分にはイヤリングが付いている。ベルトの左側には、個人武器を収納するハイテクボックスが装備されていて、手をかざすことで個人武器を取り出せる。
X1マスクのスーツは不完全なプロトタイプ。デザインは異なり、マフラーも着用している。
- マスクは決定稿となったゴーグルタイプのほかに、『バトルフィーバーJ』のような二つ目タイプのものもあったがキャラクター性が弱いという理由から、前者が採用となり、後者はX1マスクに使用された。

レーザーマグナム
右腰のホルスターで携行するマスクマンの5人標準装備の光線銃。厚さ10センチメートルの鉄板を撃ち抜く。
銃のグリップ部分には剣が収納されており、剣を引き抜いた後でも銃としての使用は可能。第5話ではブルーがブラックからレーザーマグナム 剣タイプを借りて、自身のレーザーマグナム剣タイプと合わせての二刀流を披露。

### 個人武器・技
レッドマスク
マスキーブレード
レッドマスク専用の両刃の刀。
3段階に伸縮可能な刀身は、あらゆる金属を切り裂くことができる。刀身にエネルギーを集め、そのエネルギーを光の矢として撃ち込むレーザーアロー、剣の刃からオーラパワーを集中させ剣先から撃ち出すマスキーブレードオーラ斬りという技がある。必殺技は、エネルギーを集めた状態で敵を斬り裂くマスキークラッシュで、この技によりロックドグラー、ヨロイドグラー、バラバを倒している。レーザーマグナム剣タイプと併用して二刀流で戦うこともある。
ゴッドハンド
レッドマスクの個人技でオーラパワーを右拳に集中させて放つ正拳突きで空手界における史上最強の伝説の技。ドリラドグラー戦で生身のままで初使用。
オーラの縄梯子
レッドマスクがブルーマスク同様に作り出した光の縄梯子。第21話において、ギャラクシーロボのコクピットに赴く際、変身前の姿で用いた。
光の鎖
レッドマスクの個人技である光の鎖。マジンドグラーの武器でもある棺桶にマジンドグラーを閉じ込めた後、その棺桶を縛り上げるために使用した。

ブラックマスク
マスキーロッド
ブラックマスク専用の棍。
通常の棍棒（あるいは棒術）で使うだけでなく、三節・五節の二通りに分割してヌンチャクのように振るうこともできる。ロッドの先端から電磁気を生み出し、打撃と同時に倒すマスキーロッド電磁アッパー突きという技がある。ロッドの先端はロープ付きの丸型分銅にもなり、ロープを伸ばし、敵を先端で引っ掛けて持ち上げてしまうことも可能。
- マスキーロッドで相手を持ち上げる描写は、怪人側がトランポリンでジャンプすることで表現している。

真剣白刃取り
ブラックマスクによる真剣白刃取り。師である車との戦いで会得し、バラバのギガロ剣を受け止めた。

ブルーマスク
マスキートンファー
ブルーマスク専用のトンファー。
秒間30回転で弾丸も弾くスーパースピントンファ、キロスのクレセントスクリューを元に編み出した、トンファーを高速回転させて突風を起こすブルースクリューという技が使える。
炎返し
ブルーマスクの個人技で双剣を回転させて、相手の炎をはね返す。スカルドグラーとの初戦において、変身前の状態で使用した。
オーラの縄梯子
ブルーマスクの個人技で光の縄梯子。地底人養成都市のミライとルイの兄妹と共に地上に脱出する際、姿の「何か光が見えるかもしれない」の言葉をヒントにしたタケルの助言で作り出した。第50話での脱出時にも使用。
オーラパワーの縄
ブルーマスクの個人技である光の縄。第19話におけるアナグマス戦で妖球を奪うために使用。奪うことは出来なかったものの反動を利用して、アナグマスに接近して、マスキートンファーで妖球にダメージを与えた。

イエローマスク
マスキーローター
イエローマスク専用の、独楽とヨーヨーが合体したような武器。
敵に絡ませて電流を流すことも可能。
イエローマスク影分身
イエローマスクの個人技で最大8人まで分身する。分身も敵への攻撃が可能。忍術の腕が落ちると使えなくなる。
- スーツはアトラクション用のものが多数用いられた。

スピンスパーク
イエローマスクの個人技。強化ストリングを導火線にし、着火させて爆発させる。大岩も吹き飛ばす。

ピンクマスク
マスキーリボン
ピンクマスク専用の、新体操で使うようなリボン。
敵に巻きつけて電流を流したり、リボンを回して'リボン催眠術をかけることも可能。リボンを回転させて衝撃波を発生させてアングラー兵を一度に12人倒すサイコリボンという技が使える。さらにムチやロープになる変幻自在の武器でもある。
- マスキーリボンでのアクションには太極拳の動きが取り入れられている。

### 必殺武器・合体技
ショットボンバー
マスクマンの必殺武器である大型エネルギー砲。レッドマスクが背負った大型バックパックのエネルギーと5人のオーラパワーを融合させてビームとして発射する。レーザーマグナムの35倍の威力。
キロスのクレセントスクリューに押され、ベームドグラーも加わっての炎のクレセントスクリューでオーバーヒートを起こして大破。その残骸は、キロスに持ち帰られた。
- 玩具「DXショットボンバー」は、当時流行していた電動水鉄砲を応用したものである。そのため、販売期間が夏までとなり、ジェットカノンと交代することとなった。

試作型バズーカ
破壊されたショットボンバーに代わる武器として開発された。ショットボンバーと形状が似ているが、大型タンクがオミットされているのが特徴。しかし発射実験でバズーカが大破してしまい、失敗に終わる。
ジェットカノン
小型ジェット機形態の飛行タイプからバズーカ砲形態になる第2の必殺バズーカ。試作型バズーカの失敗をバネに光戦隊の赤池主任技師や黒川ら若き技術者たちの手で開発され、それにタケルが遠隔放射したオーラパワーが加わって完成した。
マスクマン5人のオーラパワーを集めて増幅・変換し、レーザーマグナムの45倍の威力を誇る破壊エネルギーを発射する。
ジェット形態では、マスクマン1人を乗せての飛行も可能であり、体当たり攻撃も行う。ギゼードグラーのピラミッドに閉じ込められたアキラを救うために無人で体当たりを行い、ピラミッドを粉砕したこともある。
- 別案では、バックパックも描かれ、発射口の形状や5人の立ち位置も異なっている。

メディテーション
精神を集中してオーラパワーを引き出す。精神を集中する際の5人の手の構えはそれぞれ異なる。その場で浮遊したり、衝撃波やバリアとして使用可能な他、エネルギーを与えたり、氷を溶かしたり、オーラの縄梯子を作り出すことやオーラパワーで敵を縛ることも可能。
命のオーラ
姿が送ってきたオーラパワーを加えて放つ光線。キロスとベームドグラーに破壊されたショットボンバーの代わりに使用して、ベームドグラーを倒したが、文字通り、命を削るため、一度しか使うことができない。
ファイブアタック
イエローを中心とした合体技。イエローがブルーとピンクを踏み台にしてジャンプ、さらにレッドとブラックを踏み台にしてジャンプして敵に突っ込み、レッドとブラックのレーザーマグナムと同時に敵にパンチとマスキーローターを食らわす。
ダブルアタック
第44話でブルー不在の状況下で使用された合体技で、ファイブアタックの派生技。イエローがブラックとピンクを踏み台にしてジャンプ、さらにレッドを踏み台にしてジャンプ、再びブラックとピンクを踏み台にしてジャンプして敵に突っ込み、敵に両手パンチを食らわす。

### 基地・メカニック
光戦隊基地
マスクマンの基地。司令室は姿レーシングクラブ事務所でもある新宿副都心の超高層ビルに位置し、シューター001でターボランジャーが隠されている基地に移動する。司令室には、オーラパワーと科学を反映したハイテク曼荼羅も設置されている。
シューター001
光戦隊基地の司令室と各施設を行き来するための地下高速リニアカー。第2話から登場。
第23話では、同型の秘密シューター305が登場し、タケルが美緒と共に乗り込むが、その美緒はマジンドグラーが作り出した偽者であり、光戦隊基地の所在地をチューブに知られそうになったことから姿の手で遠隔自爆させられた。

スピンクルーザー
レッドマスクが搭乗する戦闘バギー。
マスクマンが使用する4WDが高馬力のおかげでメビウストンネルに飲み込まれずにすんだことをヒントに姿レーシングチームがF1レース参戦用に設計していた車姿スーパーF1モデルを改造して造り上げた。第4話から登場。
武器・技はボンネットから発射する2門バルカン砲クルーザーバルカン、ウィリー攻撃のスーパースピン。
最高速度は470 km/h、ジャンプ力は20メートル。
- 撮影用車両は、後部バンパーを交換することでウィリー走行が可能となっている。

マスクローダー
レッドマスク以外の4人が乗るスーパーバイク。
非武装だが、荒地の走破に優れる。各人毎にカラーリングは異なるが性能や名称に差はない。第2話から登場。
ジャンプ力は50メートル。
- 玩具「マスクローダー ローダーブレイク」ではブルーマスクのもののみ商品化された。

ターボランジャー
滝にカモフラージュした発進口から発進する、車のような形をした移動基地兼巨大母艦。グレートファイブに合体する5機のマスキーメカやランドギャラクシーを格納するが、積載量の関係でどちらかしか積めない。メカの発進時には前部甲板を展開させる。基本的には自動操縦で動く。第2話から登場。
武器は両舷に二基ずつ備えたターボランジャーミサイル。
英文綴りは「TURBORANGER」。
- モチーフはレーシングカー。

マスキーファイター
レッドマスクが乗るS-TOL戦闘機。高い戦闘力と機動性を持つ。ターボランジャー搭載時は上部に格納。
武器は左右の翼に一門ずつ備えているビーム砲。
グレートファイブの頭部と胸部を形成。
第10話・46話ではイガムのアングラモン戦闘機と交戦・勝利。
マスキードリル
ブラックマスクが乗るドリル戦車。ターボランジャー搭載時は下部後方に後ろ向きで搭載され、発進の際はエンジン部が開き、後部からの発進となる。
機首に備えている左右2本の地底潜行用のドリルと上部の2連ビーム砲が武器。
グレートファイブの胴体部とグレートガンを形成。
第47話・49・51話・劇場版では、地底に向かうために用いられた。
- 合体時に余剰となる先端の紛失を防ぐために、車体に格納できるようになっている。

マスキータンク
ブルーマスクが乗る戦車。ターボランジャー搭載時は下部中央に搭載。
武器は上部4門のカノン砲。
グレートファイブの脚部を形成。
マスキージェット
イエローマスクが乗る戦闘機。ターボランジャー搭載時は下部前方に搭載。
武器は左右の翼に1門ずつ備えているビーム砲。
グレートファイブの左腕とファイブシールドを形成。
マスキージャイロ
ピンクマスクが乗る戦闘ヘリコプター。マスキージェット同様、ターボランジャー搭載時は下部前方に搭載。搭載時はプロペラ部を閉じている。
武器は機体下部に装備している2連バルカン砲。プロペラ部は閉じてグライダー飛行も可能。第15話では、キャロルラブの花を空からばらまいた。
グレートファイブの右腕とジャイロカッターを形成。
ランドギャラクシー
マスクマン全員で乗る巨大トレーラー。ターボランジャー搭載時は、下部スペースに搭載される。
武器はトレーラーキャブ部から撃つランドビーム。後部コンテナ両脇を展開して放つ4機のランドミサイル。
変形して、ギャラクシーロボとなる。

#### スペック
| 名称               | 全長           | 重量    | スピード                           | スピード                           |
| ------------------ | -------------- | ------- | ---------------------------------- | ---------------------------------- |
| ターボランジャー   | 92.3 m         |         | マッハ6.8                          | マッハ6.8                          |
| マスキーファイター | - 22 m - 30 cm | 54.2 t  | マッハ8.2                          | マッハ8.2                          |
| マスキードリル     | - 30 m - 50 cm | 193.5 t | 880 km/h（地上）、100 km/h（地中） | 880 km/h（地上）、100 km/h（地中） |
| マスキータンク     | - 26 m - 70 cm | 253.4 t | 940 km/h                           | 940 km/h                           |
| マスキージェット   | - 24 m - 50 cm | 57.5 t  | マッハ6.8                          | マッハ6.8                          |
| マスキージャイロ   | - 25 m - 20 cm | 33.4 t  | 680 km/h                           | 680 km/h                           |
| ランドギャラクシー | 52.6 m         | 440 t   | 260 km/h                           | 260 km/h                           |
| マスクローダー     | - 2 m - 22 cm  |         | 330 km/h                           | 330 km/h                           |
| ジェットカノン     | 2.43 m         | 98 kg   | 800 km/h                           | 800 km/h                           |

### 巨大ロボ
グレートファイブ
第2話から登場。5人の個人巨大マシンが合体・ファイブクロスにより合体した巨大ロボ。胴体部のマスキードリルを中心に各マシンがポジションに従って十字形成するように接近・合体する。マスクマンの光子力とオーラパワーを力に加えて戦う。だが、パイロットが1人欠員するだけでも大幅にパワーダウンする弱点もある。
第20話において、アナグマスの作戦でモモコが戦闘不能となり、4人だけの操縦でドクロドグラーと交戦・辛勝するもののドクロドグラーの飛散した骨が爆発した影響で地底に沈められてしまう。第22話では、キメンドグラーのキメンに操られてしまうが、ギャラクシーロボに救出される。
- ロボットの背面を犠牲にしないための配慮として、マスキードリルが中央で折れ曲がり、キャタピラがロボットの背中で一直線に繋がるなどの工夫が取り入れられた。

武器
光電子ライザー
グレートファイブの主装備である必殺剣。普段はファイブシールドに内蔵されており、抜刀と同時に刀身が発光状態になる。
ジャイロカッター
プロペラ形ブーメラン。直接切りつけることもある。
グレートガン
右腰に携行している2連装の光線銃。第18話では、ガルボを倒した。
ファイブシールド
マスキージェットの翼部分の盾。
必殺技
光子斬り
光電子ライザーで左下から右斜め上に切りつけた後、今度は右上から左斜め下に切りつける。第3話以降は、ファイナルオーラバーストがメイン必殺技になり、光子斬りはロボが持つエネルギーで行うため、オーラパワーを十分に発揮できない状態での必殺技になる。イグアドグラーとドクロドグラーを倒した。
ファイナルオーラバースト
第3話でマスクマンがオーラパワーを身に付けてから使用する技。オーラパワーに包まれたグレートファイブが空中突進し、右上から左斜めに切り裂く。勝利後は光電子ライザーをファイブシールドに収納。ロックドグラー戦では地上にいたままで放ち、勝利後も光電子ライザーを収納しなかった。
光電子ライザー・オーラパワー
オーラパワーを込めた光電子ライザー全体を発光させて投げつける。闇の地底城を地底に戻した。
パンチ
レッドマスクのゴッドハンドと同様に右拳から放つ。ドリルドグラー戦で使用。

ギャラクシーロボ
第21話から登場。ランドギャラクシーがギャラクシーチェンジを合図に変形する巨大ロボ。山形晃博士が電子頭脳にAIを搭載して製作した超AIによる意思と修行の末に身に付けたオーラパワーを持つ。ロボットでありながら、劇中では座禅を組んで瞑想するという特徴的なアクションも見せた。
かつて、光戦隊採用となる競争で、グレートファイブに破れた後、深い山へ山形博士と共に姿を消していたが、完成後の最終調整時、落雷によるAI暴走事故で山形博士は死亡してしまう。2年後、グレートファイブがチューブに奪われたことから、姿はギャラクシーロボの捜索を開始。山形の墓がある場所の近くの山に眠っており、その近くでキメンドグラーと交戦中のマスクマンのオーラパワーに反応したことで目覚めた。最初は以前と同じく、暴走していたが、マスクマンが操縦したことにより、暴走が収まり、マスクマンの協力でオーラパワーを引き出したことで真の完成を見る。
- 東映プロデューサーの鈴木武幸は、シリーズ初の5体合体であるグレートファイブに続くロボットであることから強い個性が必要だと考え、オーラパワーの設定を反映し、巨大ロボットらしくない座禅を組むロボットとした。座禅を組んだ状態の足は、スーツのパーツをバラして表現している。合掌には専用の手のパーツを制作している。

武器
ランドバルカン
2連装の手持ち光線バルカン砲。キメンドグラー戦では、グレートファイブに寄生しているキメンにダメージを与え、寄生を解除させた。
ランドビーム
2門の手持ち光線銃。
ギャラクシーバズーカ
ランドバルカンとランドビームの銃身同士を合体させた光弾バズーカ砲。ランドバルカンは後部、ランドビームは前部を形成。
ギャラクシーアンカー
刃がついた鎖分銅。
ギャラクシードリル
右腕に装着するドリル。
ダブルバルカン
胸部に装備されている2連装銃火器。等身大時のキメンドグラーを倒したこともある。
スパルタンダッシュ
ホバー機能による高速走行で敵に突進する。
ギャラクシーアロー
右手に集中させた手刀型オーラを敵に飛ばす。
必殺技
鉄拳オーラギャラクシー
ランドギャラクシーに変形して、「オーラロードスパート」の掛け声で発生したオーラロードの上を加速。ギャラクシーロボに再変形し、一回転した後、全身からオーラを放ちながら、オーラパワーを集めて拡大した右拳による勢いを増した手刀の一撃。技が決まって敵を倒した後には合掌をする。グレートファイブのファイナルオーラバーストとは逆にマスクマンが1人欠けていても使用可能であり、ヨロイドグラー戦では、ブルーマスク不在ながらもこの技を使用して倒している。

#### スペック（巨大ロボ）
| 名称             | 全高   | 重量  | スピード  | 出力      |
| ---------------- | ------ | ----- | --------- | --------- |
| グレートファイブ | 53.3 m | 592 t | マッハ1.7 | 192万馬力 |
| ギャラクシーロボ | 48.5 m | 440 t | 260 km/h  |           |

## 地底帝国チューブ
地底世界を支配する大帝国。5000年の歴史を持つと言われる地底世界は本来平和な世界であったがクーデターが発生し、統治していた地底王家が滅亡。現帝王ゼーバの御世になって恐怖政治が始まり、ゼーバの飽くなき征服欲を満たすため、地上への侵攻を開始した。地上へ通じる無数のチューブを走る地底列車で地上に向かい、地帝獣とアングラモン戦闘機で攻撃する。
各キャラクターの身長・体重などの設定はない。
地帝王ゼーバ
地底帝国チューブの帝王。
イガム家から地底世界の王権を奪って、平和だった地底世界を恐怖と暴力で征服し、魔城・地底城を居城とする。さらに地上をも支配しようと目論み、地底同様、暗い闇に変えるため総攻撃を開始した。
外見は黒いマントを身に付け、頭部には無数の角のような装飾品が眩しく輝いており、目から下を覆う面頬状の仮面を付けている。ダークホロンと呼ばれる妖気を発し、幻影を生み出す。
その正体は、300年前イガム家によって倒された最強最悪の地帝獣リサールドグラーの遺児。地底世界を荒し回った親のリサールドグラーはイガム家に敗れて死んだと思われたが完全には息絶えておらず、死の間際に墓場から脱出して人知れず一子を産み落としていた。そして我が子にイガム家への恨みとともに自らの肉体を喰わせ、その結果、強大な力と怨念を併せ持った、より強力でより凶悪なリサールドグラーII世が誕生。II世は成長後姿を変えてゼーバを名乗り、地底世界を侵略。宿願であったイガム王の暗殺を遂げ、ついに地底世界の王として君臨した。
最終決戦では暗黒粒子を地帝城に溜め込み地上に浮上。城もろとも爆発して世界に暗黒粒子をばらまいて世界中を氷漬けにしたが、マスクマンのオーラパワーと改心したイガムとイアルの祈りの力で暗黒粒子を消滅させられて失敗。地帝獣の正体を現してマスクマンと対決する。
- デザインは荻原直樹が担当。デザイン画ではローブの色がピンクであった。

リサールドグラーII世
第51話に登場。ゼーバの正体。胴体から生えた角からのビームを武器とする。
マスクマン5人のメディテーションによる攻撃で深手を負ってジェットカノンで止めを刺されたかに見えたが、そのエネルギーを吸収して巨大化。最後はギャラクシーロボの鉄拳オーラギャラクシーを受けて敗れる。
- デザインは萩原直樹が担当。リサールドグラーのデザインは、前作『超新星フラッシュマン』の最終回に登場するザ・デーモスが2人入るスーツであったため、差別化として顔を小さくして胸のあたりにスーツアクターの頭がくるようにして巨大感を表現している。

リサールドグラー（初代）
地帝王ゼーバ（リサールドグラーII世）の親。300年前地底で最も強く最も残酷な地帝獣として恐れられ、地底世界の王になろうとし地底世界を荒し回った。
イガム家が多くの犠牲を払いつつも何とかこれを破り、亡骸を地底ピラミッドに葬ったが、息絶えてはおらず、密かに脱出。その後、生まれの地である魔の池のほとりで人知れず卵を産み落とした。己に迫る死期を既に覚悟していたリサールドグラーは、卵から孵った我が子にすべての恨みを晴らさせるため、自分の肉体をイガム家への怨念と共に喰わせた。
血液は他の地帝獣にも有害であり、この血液が染みた土で作ったレンガを使用していたギゼードグラーが誤って足にこぼして少し溶けてしまっている。
骨は地底の湖に沈んでいたが、亡霊の依り代になっており、これを見つけたゴダイドグラーがリサールドグラーの亡霊に体を乗っ取られている。

地帝王子イガム
チューブの前線指揮官で、かつて地底世界を統治していた地底王国イガム家の嫡男（王位継承者）。
イガム家再興の約束と引き換えにゼーバに従っている。地上人でありながら、妹のイアルの心を惑わせた者として、タケルを憎悪しており、執拗に付け狙う。
武器は指揮棒の柄から放つ火球。第10話では、イガム家秘伝の死のバリアバリヤーデスリングを用いてタケルと一騎打ちを繰り広げた。
実は男として育てられた女性で、イアルの双子の姉。女性では王位を継ぐことができず、他に男兄弟がいなかったため、男性として育てられた。
中盤で、イガム家の守護神 イガム竜を手に入れて、パワーアップした。マスクマンを苦しめるが、タケルの説得や武術の師だったゴダイドグラーの死、忠実な部下であるフーミンの死、ゼーバの正体が祖先の宿敵であるリサールドグラーの子で、自分を含めた全配下を捨て駒として利用していたに過ぎないという事実を突きつけられたことで、チューブから離反して改心した。最終決戦でイアルと共に、ゼーバが地上に放った暗黒粒子を浄化する大きな役割を果たす。
終戦後は、これまでに犯してきた自らの罪を償うために終わりなき巡礼の旅に出た。
- デザインは荻原直樹が担当。ある映画を参考に骸骨の甲冑をやりたいと思ったが、少し子供が嫌いそうなグロいデザインであったため、肩に竜の骨のようなものを持ってきている。造型では動きやすさのために足回りの装飾が簡略化された。

イアル姫 / 美緒
イガムの双子の妹。19歳→20歳。
美緒（）と名乗り、地上征服のためのスパイ活動として、地上に現れた。その時に裸足だったのを通りかかったタケルが見つけ、赤いハイヒールをプレゼントしたことがきっかけとなり、恋人として付き合うようになり、地上人との和平を望むようになるが、そのためにゼーバの怒りを買い、氷の棺に氷漬けで幽閉されてしまった。第49話で復活して、タケルとの再会を果たす。
最終決戦ではゼーバの秘密を解き明かし、イガムとの和解も果たし、暗黒粒子の浄化に成功。マスクマン、イガムと共にゼーバを打倒。最終決戦後は巡礼に旅立ったイガムを見送り、タケルに「地底の人々が君を待っている」と諭され、地底王国を復興するため、タケルに別れを告げ、地底へと帰っていった。
- デザインは森野うさぎが担当。

地帝司令バラバ
バルーガ族の勇者として知られる豪傑で地底一の剣の名手。ララバという母がおり、彼女の手で幼少期から戦士として育てられてきた。
非常に短気な性格であり、イガムを「家柄ばかりの地底貴族」と蔑む。
武器は恐竜の骨から作られたギガロ剣。ガマロドグラーを使って、ケンタ以外の4人からオーラパワーを奪い、このパワーとギガロ剣を組み合わせて剣技 ギガロ雷撃剣を完成させた。中盤、母の犠牲によって地底帝国最強の地底一の勇者の証である大剣 大地帝剣を手に入れる。
失敗を重ねたことでゼーバの怒りを買い、その焦りから、キロスの口車に乗り、イアル姫の氷柱を人質にタケルを窮地に追い込むが、キロスにイアル姫を奪われてしまう。レッドマスクとの一騎打ちでは、大地帝剣を折られ、マスキークラッシュを受けて敗北・戦死した。
- デザインは新貝田鉄也郎が担当。「地底の武人」という設定のみがデザイン段階で分かっていたため、骨っぽい甲殻を体に配し、地底のような皮膚の進化の仕方を遂げた服を着ている。

地帝忍フーミン
イガム家に代々に仕えるフー族の子孫の忍者。
身軽で口から放つ手裏剣や火炎放射を武器とし、分身・変装・声帯模写など、多彩な技を使いこなす。同じ忍術使いであるイエローマスクやオヨブーとはライバル関係にある。
イガムへの忠誠心は厚く、イガムの双子の妹のイアル姫に対しては憐れみを抱く。
イガムが女性であることを知った後も「私も女であることは捨てた身」とイガムへの忠誠心は変わらず、最期は身を挺して地底城の崩壊からイガムを守り、命を落とした。
- デザインは荻原直樹が担当。肩にイガムと同様の龍の意匠が入っている。

地帝忍オヨブー
炎を操るブヨン族の忍者。
武器は口から吐く火炎とブヨラン剣。全身が赤一色で足の速さは地底一。その速さは水の上を駆け抜け、自動車を抜き去るほど。レーザーマグナムをはじき返す頑強さやイアル姫を封じた氷をも溶かせるだけの炎も発する。
フーミンがイガムに忠誠を誓っているように、自身もバラバへの忠誠心はあるが、それ以上にゼーバへの忠誠心が強い。
イアル姫の氷柱を持ち出そうとしたバラバを止めようとした際、イアル姫同様に氷柱と化してしまうが、自身の炎で脱出。キロスに見切りを付けられたバラバを助けながらもバラバを突き放して発破をかけ、レッドマスクとの一対一の勝負を加勢せず見守った。バラバの死後、キロスが集めてきた莫大な黄金と引き替えにイアル姫を氷から出すように要求されても黄金を足蹴にして断った。
最終決戦では爆発する地底城と運命を共にする。
- デザインは新貝田鉄也郎が担当。忍者であることから、肉体剥き出しの軽装にしようと思ったが、それも厳しいということからバラバと同様の化石のような骨のような甲殻パーツを配している。当初より岡本美登を想定して描かれた。岡本は、それまで演じた役のような鎧風の衣装ではなく、タイツ地であったため動きやすかったと証言している。

地奇地奇獣アナグマス
チューブの妖魔道師である地底生物。
ゼーバの側近にして参謀格を務め、340年間生きてきたと自称する。
左手に持った妖球を使い、「チキチキチキ、マヨネー！」という呪文と共に妖魔術で攻撃する。杖と球をゲートボールのように使って遊ぶこともある。
第20話では、モモコの性格を利用した作戦でグレートファイブを戦闘不能に追い込み、地底に引きずり込んで奪うことに成功している。
第50話でマスクマンに最後の戦いを展開。マスキークラッシュとジェットカノンで敗北。巨大戦ではギャラクシーロボの鉄拳オーラギャラクシーで敗北し、最期を迎える。
- デザインは新貝田鉄也郎が担当。最初に「長いこと生きている賢者のような立ち位置の地底種族」という話を聞いたため、長生きしている地底の賢者であることから、恐竜のような感じにしている。当初は首輪をつけたデザインであったが、知性を表現するために首飾りなどのアクセサリーに変更された。

エネルギー獣オケランパ
地底の生物で、展開した頭頂部から放射するエネルギーが地帝獣を巨大再生させる作用を持つ地底でも希有な存在のため飼われている。ケラがモチーフで、「ケラケラケラケラ、オケランパ〜」という奇声を上げながら登場し、エネルギーを放出した後は「ふぅ〜、やれやれ」と言って、地底に帰っていく。
基本的にその回の作戦を担当している幹部に呼び出されるが、キロス指揮下の地帝獣についてはキロス自身に呼ばれることはなく、オケランパが勝手にやって来て、巨大化を行う。
50話以降登場しておらず、その後の消息は不明。
- デザインは新貝田鉄也郎が担当。デザイン段階では地帝獣と同様に寄生獣が取りついているという想定であった。巨大化させる寄生獣が虫に付いているということから、バラバやオヨブーと共通の甲殻をヤドカリのような処理でオケラのような虫に被せているが、ヤドカリとは逆に貝の方が寄生している形となっている。

盗賊騎士キロス
キロス家の無法者。第27話より登場。
地底世界を我が物顔で荒らし回り、「狙った獲物は逃さず、欲しいものは必ず手に入れる男」と悪名を轟かせていた。盗み出した金や宝石の類は黄金洞窟に収めている。イアル姫に一目惚れし、彼女を追いかけている最中、地底の魔境と呼ばれる風地獄に吸い込まれそうになったイアル姫を助け出した直後、自身が風地獄に落ちてしまう。2年の間、閉じ込められていたが、風地獄において、クレセントスクリューを編み出す。風地獄から初めての生還者となり、マスクマンを倒すことで、イアル姫を手に入れようとして、美緒がイアル姫であることを知った後はタケルをライバル視するようになる。
武器はナイフと鎖鎌に変形するキロスクレセントで、それを高速回転させることで必殺技のクレセントスクリューを放つ。それに愛馬としていたベームドグラーの光線を加えることで 炎のクレセントスクリューとなり、ショットボンバーの破壊に成功した。ブーツの下に赤いスカーフを忍ばせており、埃を拭き取るのに用いるが、キロスにとって、埃を拭き取ることは、その相手が最大の障害として見なされることを意味する。
バラバを利用して、イアル姫の氷柱を手に入れ、氷柱を溶かそうとする中、レッドマスクやイガムたちと交戦。黄金洞窟において、タケルのオーラパワーでイアルの氷が砕け、その破片が胸に突き刺さったことが致命傷となり、タケルとイアル姫が抱き合う光景を見て、「俺にも1つだけ、手に入らない物が…あった…」と呟きながら息絶える。
- デザインは来留間慎一が担当。鋲をスカジャンに100本くらい打ち込んだアイデアもあったが、放送当時は絶対に不可能であったため、構想のみになったという。

地帝獣（）
チューブの主戦力である地底生物。名前の後ろには必ずドグラーが付く。地底人類とは共生生活を行っており、大多数が人語を話さないが、マジンドグラーやグロンドグラーのように人語を解する者もいる。知能などは個体差があり、ゴダイドグラーのように王家の武術師範をしていた者、知識階級にある者など、独自の知性と文化を持っている。自発的に戦闘に参加する場合と、戦力温存のために地底城の冷凍洞窟に保存されている場合に分かれている。
初期には寄生獣○○と地帝ドグラーが合体した「地帝獣○○ドグラー」が多く見られたが、中盤からは単体の（少なくとも分離描写のない）地帝獣が多くを占めるようになった。寄生獣はグレートファイブの頭部に寄生して操るなど、その特性がストーリーにも活かされた。
「地帝ドグラー」は、個体ごとに「寄生獣」のような固有の名称を持たないものの、外見は1体ごとに全く異なる。必ずしも寄生獣に操られているわけではなく、寄生獣が倒されてもドグラー単体で戦闘を継続したりもする。
- 寄生獣のコンセプトは獅子舞を参考にしている。初期はスーツ2体で表現されていたものから、スーツ1体と操演などによるものへと変化していったが、荻原はスーツ2体の方が想定外であったと述べている。コンセプトの解消後もデザイン上では寄生生物であることが意識されているものも多く、映像に登場しないものでも分離形態がデザインされているものもある。

アングラー兵
チューブの雑兵。出自は明らかにされていない。打撃武器だけでなく銃としても使える杖状の生きた武器・ラプラナグラリアを使う。好物は地底のキノコ。
- デザインはいちごはうすが担当（担当者は不明）。オヨブーやバラバと共通の意匠が部分的に見られ、黒を基調に極めてシンプルにまとめられている。

### 地底帝国の戦力
アングラモン戦闘機
地底帝国チューブの戦闘機で、イガム王子が指揮する。多数のアングラモン戦闘機が連結してアングラモンスネークという形態にもなる。
地底列車
第1話に登場。アングラー兵など、兵力の輸送に使用される車両。バラバがこれに乗って出撃したこともある。

## キャスト
レッド役に抜擢されたのはデビュー2年目の海津亮介であり、前年の『超新星フラッシュマン』第27話に若草リュウ役でゲスト出演した際、植村喜八郎から「（ゲストの起用は）次期のレッド候補の選考でもあるらしい」と聞かされてオーディションを受けたという。海津は空手の経験こそなかったがアクションには意欲的で、作品終盤ではJACほどの速さが要求されない限り、スタントなしでの撮影にも積極的に挑戦していた。
他のマスクマン役の4人もある程度のアクションができる人物が選ばれており、特に鈴木武幸がスカウトしたアキラ役の広田一成は東洋武術の世界大会で、第2位という剣の達人であった。ハルカ役の永田由紀は当初、フーミン役でオーディションを受けていたが、監督の長石多可男により抜擢された。
戦隊をまとめる長官役にアクションドラマ『キイハンター』の島竜彦役などで知られ、当時『風雲!たけし城』で子どもたちの知名度が高かった谷隼人を起用。
テレビ番組でナレーションを多く担当している、武田広をナレーターとして起用。
敵側ヒロインである美緒 / イアル姫役に浅見美那を起用。浅見は敵側レッド役と恋仲の姫だけでなく、妹を拐かしたとしてレッド役を憎む兄のイガム王子役という一人二役を演じた。浅見は前作『フラッシュマン』でも、ゲスト役で出演している。
第28・29話では翌年の『超獣戦隊ライブマン』で、イエローライオン/大原 丈役となる西村和彦がゲスト出演している。

### レギュラー・準レギュラー
- タケル / レッドマスク[注釈 33] - 海津亮介
- ケンタ / ブラックマスク - 草刈滉一
- アキラ / ブルーマスク - 広田一成
- ハルカ / イエローマスク - 永田由紀
- モモコ / ピンクマスク - 前田賀奈子
- 地帝王子イガム（1 - 22,24 - 51）、イアル姫 / 美緒（1 - 15,23,49,50） - 浅見美那
- 地帝司令バラバ - 志賀圭二郎（1 - 23,25 - 35,37 - 48）
- 地帝忍オヨブー - 岡本美登（1 - 33,35,37,39 - 51）
- 地帝忍フーミン - 久保田香織（1 - 38,40,41,43 - 51）
- キロス[注釈 34] - 渕野俊太（27 - 31,33,35,37,41,43,49）
- 東博士 - 七田玲子（2 - 6,8,16 - 18,20 - 24,27 - 29,35,38,45 - 51）
- 光戦隊 姿長官 - 谷隼人

### 声の出演
- 地帝王ゼーバ - 加藤精三
- アナグマス - 神山卓三（1 - 50）
- オケランパ - 篠田薫（2 - 50）[注釈 35]
- ナレーター - 武田広

### ゲスト
- Dr.カトリーヌ - ミミ・ブルース（第3話）
- ヒサシの父 - 金尾哲夫（第4話）
- ノリオの母 - ひし美ゆり子（第6話）
- ミユキ - 細井正美（第7話）
- ロロ - 勝畑典子（第9話）
- イジン - 伴直弥（第11話）
- ユウ - 小原靖子（第11話）[注釈 36]
- マリナ - 佐藤恵美（第13話）
- 車翔吾 - 新海丈夫（第16話）
- 山形博士 - 剣持伴紀（第21話）
- 山形由美 - 田山真美子（第21・22話）
- 夏子 - 岡島香月（第24話）
- 大介 - 内野浩介（第24話）
- アキラの母 - 吉野由樹子（第25・30話）
- 赤池主任技師 - 長谷川恒之（第28・29話）
- 黒川 - 西村和彦（第28・29話）
- 開発チーム - 浜崎一也、植松里香、松岡久美（第28・29話）
- ララバ - 曽我町子（第30話）
- 進也 - 坂井徹（第32話）
- 直也 - 市川浩（第32話）
- エリー - 柴田時江（第33話）
- 光 - 石渡譲（第34話）
- エリコ - 岡島香月（第36話）
- マリコ - 岡島江奈美（第36話）
- 良介 - 山内宏聡（第37話）
- 飛鳥リョオ / X1マスク - 柴谷英樹（第39話）
- 眉 - 岡谷章子（第40話）
- 陽介 - 多賀基史（第42話）
- 香 - 岡本まい子（第42話）
- 地底人リセ - 石原めぐみ（第44・45話）
- 地底人セト - 石野健司（第44・45話）
- ヒトミ - 加富木あや（第47話）
- 水鏡の声 - 上田敏也（第50話）
- 人魚レライ - 池田智子（劇場版）

### スーツアクター
ブルーマスクのスーツアクターを務めた喜多川務は、本作品をきっかけに本格的に中国拳法を習得し、その後『五星戦隊ダイレンジャー』や『獣拳戦隊ゲキレンジャー』など中国拳法を用いる作品で指導を務めた。
- レッドマスク[36][78] - 新堀和男
- ブラックマスク[36][78] - 的場耕二
- ブルーマスク[出典 35] - 喜多川務
- イエローマスク[36][78] - 赤田昌人[注釈 37]
- ピンクマスク[36][78] - 蜂須賀祐一
- X1マスク[81][30] - 大藤直樹
- 地帝王ゼーバ[注釈 38] - 新海丈夫（第1話 - 第3話）
- 地帝王ゼーバ[82] - 日下秀昭
- アングラー兵[83] - 北村隆幸
- その他 - 大道寺俊典[84]、高岩成二[85]

## スタッフ
『電撃戦隊チェンジマン』にてシリーズに初参加を果たした長石多可男がメイン監督を担当した。パイロット作品、新ロボ・新幹部登場編などの重要回を演出し、本シリーズの劇場版にて映画監督デビューも果たした。長石はこの後『ファイブマン』まで4作連続でメイン監督を歴任した。演出は年間を通して長石とサブの東條昭平だけでほぼローテーションを組んでおり、『フラッシュマン』後半から続くこの監督体制はその後『高速戦隊ターボレンジャー』後半まで継続することになる。
またアクション監督は別作品に移動した山岡淳二に代わり、第6話より竹田道弘が就任。以降戦隊シリーズで長きにわたってアクション演出を務めた。後輩の大藤によれば、この頃から竹田は仕事が早く、ブレない姿勢を見せていた。一方竹田本人は、この頃は尺が短くアクションがカットされがちであったため、カット割りを細かくし、テンポアップを図ったと述べている。
敵組織などのデザインワークは、当時まだ専門学校生で本作品がデビューとなる荻原直樹と、森野うさぎら同人分野で活躍していた当時20代前半の若手漫画家たちによるデザイン集団「いちごはうす」が担当。
- プロデューサー - 落合兼武（第3話まで）・宇都宮恭三（テレビ朝日）、鈴木武幸（東映）
- 原作 - 八手三郎
- 連載 - テレビマガジン、てれびくん、テレビランド
- 脚本 - 曽田博久、藤井邦夫、井上敏樹
- 音楽 - 淡海悟郎
- アクション監督 - 山岡淳二、竹田道弘（ジャパン・アクション・クラブ）
- 監督 - 長石多可男、東條昭平、山田稔
- 撮影 - いのくままさお
- 照明 - 斉藤久
- 美術 - 山下宏
- キャラクターデザイン - いちごはうす、荻原直樹
- イラスト - 赤坂徹朗、薄永俊之
- 録音 - 石川孝
- 効果 - 大泉音映
- 選曲 - 村田好次
- 編集 - 伊吹勝雄、成島一城
- 製作担当 - 山本康郎
- 進行主任 - 奈良場稔、室橋忠
- 計測 - 黒須健雄
- 記録 - 斉藤りさ、甲斐哲子
- 助監督 - 小中肇、諸田敏、渡辺勝也、斉藤博士
- 製作デスク - 寺崎英世、須田啓一
- 装置 - 東映美術センター
- 操演 - 船越幹雄
- 美粧 - サン・メイク
- 衣裳 - 東京衣裳
- 装飾 - 装美社
- 撮影協力 - 新宿NSビル、伊豆サイクルスポーツセンター、川口市立グリーンセンター、東京湾フェリー、静岡県引佐町、伊豆海洋公園、伊豆シャボテン公園
- 企画協力 - 企画者104
- キャラクター製作 - レインボー造型企画
- 合成 - チャンネル16
- 現像 - 東映化学
- 車輌協力 - MAZDA[注釈 40]
- オートバイ協力 - スズキ自動車
- ビデオ合成 - 東通ecgシステム（峰沢和夫、近藤弘志、前岡良徹、鈴木康夫）
- （株）特撮研究所
  - 操演 - 鈴木昶、尾上克郎
  - 撮影 - 高橋政千
  - 照明 - 加藤純弘
  - 美術 - 佛田洋
- 特撮監督 - 矢島信男
- 制作 - テレビ朝日・東映・東映エージエンシー

## 音楽

### 主題歌
主題歌・挿入歌を歌った影山は前回参加した『電撃戦隊チェンジマン』では「KAGE」名義だったが、本作品以降は本来の芸名である「影山ヒロノブ」名義で楽曲を歌うようになった。
オープニングテーマ「光戦隊マスクマン」
作詞：売野雅勇 / 作曲：井上大輔 / 編曲：藤田大土 / 歌：影山ヒロノブ
エンディングテーマ「愛のソルジャー」
作詞：売野雅勇 / 作曲：井上大輔 / 編曲：藤田大土 / 歌：影山ヒロノブ
『五星戦隊ダイレンジャー』の挿入歌にも同名の楽曲が存在するが、別曲である。
劇場版オープニングテーマ「ショットボンバー全力集中」
作詞：園部和範 / 作曲：池毅 / 編曲：藤田大土 / 歌：影山ヒロノブ、こおろぎ'73、SHINES
劇場版のオープニングは映像もテロップもすべて新規に作成されたものだが、主題歌として表記されたのは本曲ではなく「光戦隊マスクマン」と「愛のソルジャー」だった。
第47話では挿入歌として使用された。
TBS系で放送されていたバラエティ番組『どうぶつ奇想天外!』では、クイズの正解発表シーンにて同曲のインストゥルメンタル版が使用されていた。

### 挿入歌
「燃えるぜファイアー」（第13話）
作詞：冬杜花代子 / 作曲・編曲：田中公平 / 歌：影山ヒロノブ、SHINES
「俺たちアングラー」
作詞：園部和範 / 作曲・編曲：淡海悟郎 / 歌：ジ・アングラーズ
第47話ではインストゥルメンタル版が使用された。
「アクション・ファンタジー」
作詞：園部和範 / 作曲・編曲：藤田大土 / 歌：ミラクル・ボンバーズ
「オーラに輝け! グレートファイブ」（第13・15〜19・26・28・32・36・38話）
作詞：八手三郎 / 作曲・編曲：田中公平 / 歌：影山ヒロノブ
第10・25・31・33〜35・37・39・41〜44・46・47・49〜51話ではインストゥルメンタル版が使用され、第14・24・27・29・30・40・48話ではイントロ部分とアウトロ部分のみ使用された。
フジテレビ系『オレたちひょうきん族』のコント「かまへんライダー」のオープニングでも使用された。
「テレパサイズしてくれ」
作詞：冬杜花代子 / 作曲：池毅 / 編曲：田中公平 / 歌：三浦克也
「レディアクションきめたらおしゃれ」（第34話）
作詞：冬杜花代子 / 作曲・編曲：淡海悟郎 / 歌：山野さと子
「テン・アイズ 〜5人の瞳〜」（第26話）
作詞：長石多可男 / 作曲：池毅 / 編曲：藤田大土 / 歌：影山ヒロノブ、こおろぎ'73、SHINES
「出してみようぜ！オーラパワー」（第42話）
作詞：八手三郎 / 作曲：影山ヒロノブ / 編曲：淡海悟郎 / 歌：影山ヒロノブ

### 劇伴
第7話では吉川晃司の「NO NO サーキュレーション」が、第13話では佐藤恵美の「ピカソガール」がそれぞれ挿入歌として使用され、器楽曲としては第41話で高崎晃の「TASK OF JAGUAR」が使用された。

## 放送日程
| 放送日         | 放送回 | サブタイトル          | 登場怪人                                                                                                  | 脚本     | アクション監督 | 監督       |
| -------------- | ------ | --------------------- | --- | -------- | -------------- | ---------- |
| 1987年02月28日 | 1      | 美しき謎の逃亡者      | - イグアドグラー - 寄生獣イグア - 地帝ドグラー                                                            | 曽田博久 | 山岡淳二       | 長石多可男 |
| 3月07日        | 2      | 怪奇！闇の地底城      | - イグアドグラー - 寄生獣イグア - 地帝ドグラー                                                            | 曽田博久 | 山岡淳二       | 長石多可男 |
| 3月14日        | 3      | 未知への第一歩！      | - アングラモンスネーク                                                                                    | 曽田博久 | 山岡淳二       | 長石多可男 |
| 3月21日        | 4      | 燃やせ！F1魂！        | - カビラドグラー（声 - 山口健） - 寄生獣カビラ - 地帝ドグラー                                             | 曽田博久 | 山岡淳二       | 東條昭平   |
| 3月28日        | 5      | 小さな剣士ブルー      | - スカルドグラー（声 - 河合義雄） - 寄生獣スカル - 地帝ドグラー                                           | 曽田博久 | 山岡淳二       | 東條昭平   |
| 4月04日        | 6      | 夢のゴッドハンド      | - ドリラドグラー                                                                                          | 曽田博久 | 竹田道弘       | 長石多可男 |
| 4月11日        | 7      | 爆発！ケンタの愛      | - ドールドグラー - 寄生獣ドール - 地帝ドグラー                                                            | 藤井邦夫 | 竹田道弘       | 長石多可男 |
| 4月18日        | 8      | 輝け！花の剣！        | - サーベルドグラー                                                                                        | 井上敏樹 | 竹田道弘       | 東條昭平   |
| 4月25日        | 9      | 合体！命のオーラ      | - マグネドグラー - 寄生獣マグネ - 地帝ドグラー                                                            | 藤井邦夫 | 竹田道弘       | 東條昭平   |
| 5月02日        | 10     | イガムVSタケル        | - バギルドグラー                                                                                          | 曽田博久 | 竹田道弘       | 長石多可男 |
| 5月09日        | 11     | 地底からの亡命者      | - ゾーラドグラー                                                                                          | 藤井邦夫 | 竹田道弘       | 長石多可男 |
| 5月16日        | 12     | 挑戦！忍びの誇り      | - シノビドグラー                                                                                          | 曽田博久 | 竹田道弘       | 東條昭平   |
| 5月23日        | 13     | アイドルを追え！      | - ガラガドグラー                                                                                          | 井上敏樹 | 竹田道弘       | 東條昭平   |
| 5月30日        | 14     | 青空への大脱出！      | - アカメドグラー                                                                                          | 曽田博久 | 竹田道弘       | 長石多可男 |
| 6月06日        | 15     | さらば愛しき花よ      | - ゲルゲドグラー - 寄生獣ゲルゲ - 地帝ドグラー - 地獄花 - 地帝花キャロルラブ                              | 藤井邦夫 | 竹田道弘       | 長石多可男 |
| 6月13日        | 16     | 必殺！炎のバラバ      | - ガマロドグラー                                                                                          | 井上敏樹 | 竹田道弘       | 東條昭平   |
| 6月20日        | 17     | 破れ！地獄の迷宮      | - ギーバドグラー - 異次元ラビリンス内の地帝獣たち                                                         | 藤井邦夫 | 竹田道弘       | 東條昭平   |
| 6月27日        | 18     | 愛しの吸血人形！      | - ガルボドグラー - 寄生獣ガルボ - 地帝ドグラー                                                            | 藤井邦夫 | 竹田道弘       | 東條昭平   |
| 7月04日        | 19     | 妖魔！アナグマス      | - イガラドグラー                                                                                          | 曽田博久 | 竹田道弘       | 東條昭平   |
| 7月11日        | 20     | 罠! 沈む巨大ロボ      | - ドクロドグラー（人間体〈骨妃〉 - 高沢順子）                                                             | 曽田博久 | 竹田道弘       | 長石多可男 |
| 7月18日        | 21     | 霧の谷の黒い影        | - キメンドグラー - 寄生獣キメン - 地帝ドグラー                                                            | 曽田博久 | 竹田道弘       | 長石多可男 |
| 7月25日        | 22     | 風雲オーラの嵐！      | - キメンドグラー - 寄生獣キメン - 地帝ドグラー                                                            | 曽田博久 | 竹田道弘       | 長石多可男 |
| 8月01日        | 23     | 悪魔になった美緒      | - マジンドグラー（声 - 丸山詠二）                                                                         | 曽田博久 | 竹田道弘       | 東條昭平   |
| 8月08日        | 24     | 鍾乳洞の少年怪獣      | - リュウドグラー - ホヤ状生物                                                                             | 曽田博久 | 竹田道弘       | 長石多可男 |
| 8月15日        | 25     | アキラの恋人!?        | - ヘンゲドグラー                                                                                          | 曽田博久 | 竹田道弘       | 東條昭平   |
| 8月22日        | 26     | 熱砂に消えた命！      | - ジルガドグラー - 共生獣セイラ（人間体（セイラ） - 蜷川有紀）                                            | 藤井邦夫 | 竹田道弘       | 長石多可男 |
| 8月29日        | 27     | 盗賊騎士キロス！      | - ベームドグラー                                                                                          | 曽田博久 | 竹田道弘       | 長石多可男 |
| 9月5日         | 28     | 美緒がイアル姫!?      | - ロックドグラー                                                                                          | 曽田博久 | 竹田道弘       | 東條昭平   |
| 9月12日        | 29     | 友情の新必殺武器      | - デスガドグラー                                                                                          | 曽田博久 | 竹田道弘       | 東條昭平   |
| 9月19日        | 30     | ママ!! バラバの絶叫！ | - デビルドグラー - ララバ（演 - 曽我町子）                                                                | 曽田博久 | 竹田道弘       | 長石多可男 |
| 9月26日        | 31     | 出現！守護神イガム竜  | - ラゴンドグラー                                                                                          | 曽田博久 | 竹田道弘       | 長石多可男 |
| 10月03日       | 32     | オヨブー必殺走り      | - レンズドグラー                                                                                          | 曽田博久 | 竹田道弘       | 東條昭平   |
| 10月10日       | 33     | タケルよ！愛を斬れ！  | - ゴーラドグラー - ギギラドグラー                                                                         | 藤井邦夫 | 竹田道弘       | 東條昭平   |
| 10月17日       | 34     | 愛と殺意のブルース    | - グロンドグラー（声 - 中田譲治、人間体（光） - 石渡康浩）                                                | 井上敏樹 | 竹田道弘       | 長石多可男 |
| 10月24日       | 35     | ゼーバの謎！禁断の墓  | - ハニワドグラー                                                                                          | 曽田博久 | 竹田道弘       | 長石多可男 |
| 10月31日       | 36     | 消滅！双子の破壊少女  | - ニメンドグラー                                                                                          | 曽田博久 | 竹田道弘       | 東條昭平   |
| 11月07日       | 37     | 夢に賭ける戦士たち    | - メズメドグラー                                                                                          | 藤井邦夫 | 竹田道弘       | 東條昭平   |
| 11月14日       | 38     | タケルが消される時間  | - ダイムドグラー                                                                                          | 曽田博久 | 竹田道弘       | 山田稔     |
| 11月21日       | 39     | 復活！謎のX1マスク    | - マグマドグラー                                                                                          | 井上敏樹 | 竹田道弘       | 山田稔     |
| 11月28日       | 40     | 甦れ！愛のメロディー  | - バルドドグラー - 寄生獣バルド - 地帝ドグラー                                                            | 藤井邦夫 | 竹田道弘       | 長石多可男 |
| 12月05日       | 41     | 女強盗ハルカ&モモコ   | - ハリガドグラー                                                                                          | 曽田博久 | 竹田道弘       | 長石多可男 |
| 12月12日       | 42     | 翔べ！いじけ少年の詩  | - キノガドグラー - パワーロール                                                                           | 井上敏樹 | 竹田道弘       | 長石多可男 |
| 12月19日       | 43     | アキラ失明！謎の呪文  | - ギゼードグラー                                                                                          | 曽田博久 | 竹田道弘       | 東條昭平   |
| 12月26日       | 44     | 変身！地帝剣士アキラ  | - ヨロイドグラー - 地帝剣士ウナス                                                                         | 曽田博久 | 竹田道弘       | 東條昭平   |
| 1988年01月09日 | 45     | イガム王子！君は女！  | - ガメスドグラー - 地帝剣士ウナス                                                                         | 曽田博久 | 竹田道弘       | 山田稔     |
| 1月16日        | 46     | 逆襲！魔の池の秘密    | - ゴダイドグラー（声 - 桑原たけし） - リサールドグラーの亡霊                                              | 曽田博久 | 竹田道弘       | 山田稔     |
| 1月23日        | 47     | 出撃前夜！死の踊り！  | - スピンドグラー                                                                                          | 曽田博久 | 竹田道弘       | 長石多可男 |
| 1月30日        | 48     | バラバ！裏切りに死す  | - バルガドグラー - 地帝司令バラバ                                                                         | 曽田博久 | 竹田道弘       | 長石多可男 |
| 2月06日        | 49     | よみがえったイアル姫  | - ジゴクドグラー - 盗賊騎士キロス                                                                         | 曽田博久 | 竹田道弘       | 東條昭平   |
| 2月13日        | 50     | ゼーバ！戦慄の正体    | - リサールドグラー（回想） - 地帝王ゼーバ（リサールドグラーII世） - 地奇地奇獣アナグマス - 巨大アナグマス | 曽田博久 | 竹田道弘       | 東條昭平   |
| 2月20日        | 51     | 地帝城大崩壊！        | - 地帝王ゼーバ（リサールドグラーII世） - 地帝忍オヨブー - 地帝忍フーミン                                  | 曽田博久 | 竹田道弘       | 東條昭平   |

## 劇場版
光戦隊マスクマン（1987年7月18日公開）
監督：長石多可男 アクション監督：竹田道弘 脚本：曽田博久
登場地帝獣：ホーンドグラー（声：依田英助）
上映時間21分。東映まんがまつりの一編として上映された。
監督の長石は同作品で映画監督デビュー。オープニングには「ショットボンバー全力集中」が使用され、5人が生身のままプールサイドで踊るという新撮の映像が用意された。
人魚レライが水中で舞うシーンは近藤玲子水中バレエ団が担当している。

## 放映ネット局
- 東京都・関東広域圏：ANB（現・EX） テレビ朝日 ※キーステーション
- 北海道：HTB 北海道テレビ
- 青森県：RAB 青森放送
- 岩手県：IBC 岩手放送（現：IBC岩手放送）
- 宮城県：KHB 東日本放送
- 秋田県：ABS 秋田放送
- 山形県：YBC 山形放送
- 福島県：KFB 福島放送
- 新潟県：NT21（現：UX） 新潟テレビ21
- 富山県：KNB 北日本放送
- 福井県：FTB 福井テレビ
- 山梨県：YBS 山梨放送
- 長野県：TSB テレビ信州
- 静岡県：SKT 静岡けんみんテレビ（現：SATV 静岡朝日テレビ）
- 愛知県・中京広域圏：NBN 名古屋放送→名古屋テレビ
- 大阪府・近畿広域圏：ABC 朝日放送（現：朝日放送テレビ）金曜　17:30 - 17:55（6日遅れネット[注釈 58]）
- 鳥取県・島根県：NKT 日本海テレビ
- 広島県：HOME 広島ホームテレビ
- 山口県：TYS（現：tys） テレビ山口
- 徳島県：JRT 四国放送
- 香川県・岡山県：KSB 瀬戸内海放送
- 愛媛県：EBC 愛媛放送（現：テレビ愛媛）
- 高知県：KUTV テレビ高知
- 福岡県：KBC 九州朝日放送
- 長崎県：NBC 長崎放送
- 熊本県：TKU テレビ熊本
- 大分県：OBS 大分放送
- 宮崎県：MRT 宮崎放送
- 鹿児島県：KKB 鹿児島放送
- 沖縄県：RBC 琉球放送

## 映像ソフト化
いずれも発売元は東映ビデオ。
- DVDは2011年2月21日から6月21日にかけて、全5巻が発売された。テレビシリーズの初ソフト化であり、各巻2枚組・10話（5巻のみ11話）収録。
- 劇場版はビデオ（VHS、セル・レンタル共通）や、2003年7月21日発売のDVD-BOX「スーパー戦隊 THE MOVIE BOX」[102]および、2004年7月21日発売の「スーパー戦隊 THE MOVIE VOl.3」、「スーパー戦隊 THE MOVIE Blu-ray BOX 1976-1995」（2011年6月21日発売）に収録されている。

## CS放送・ネット配信
CS放送
- 東映チャンネル
  - 2004年8月 - 2005年2月（「スーパー戦隊ワールド」枠）
  - 2006年8月 - 11月（「アンコールアワー」枠）

ネット配信
- 東映特撮 YouTube Official
  - 2019年11月8日 - 2020年5月8日

## シリーズ内の他作品への登場
各作品における詳細はそれぞれの項目を参照。
10大戦隊集合 頼むぞ！ターボレンジャー
『高速戦隊ターボレンジャー』の第1話として放送された特別編で、マスクマンの5人が登場。
スーパー戦隊大集合
『未来戦隊タイムレンジャー』第51話として放送された特別総集編。タイムレンジャー5人がタイムジェットで本作品の世界を見に来たという設定で、本作品の映像が流用されている。
『百獣戦隊ガオレンジャーVSスーパー戦隊』
『百獣戦隊ガオレンジャー』のスーパー戦隊Vシネマ作品で、レッドマスクおよびマスキーファイターが登場。
『海賊戦隊ゴーカイジャー』
関連する劇場用作品を含め、複数のキャラクターが同作品にて登場。
テレビシリーズ：アキラ（49話）バスコに奪われた5つのスーパー戦隊の大いなる力が、ゴーカイジャーたちを認めた際に他のスーパー戦隊のメンバーたちと共に幻として登場。
『ゴーカイジャー ゴセイジャー スーパー戦隊199ヒーロー大決戦』：グレートファイブ
『海賊戦隊ゴーカイジャー THE MOVIE 空飛ぶ幽霊船』：アングラー兵
『仮面ライダー×スーパー戦隊 スーパーヒーロー大戦』
スーパー戦隊シリーズと仮面ライダーシリーズのクロスオーバー作品で、マスクマンの5人が登場。レッドマスクが仮面ライダーBLACKと共にキックを放ち、シャドームーンとジャーク将軍を撃破した。
『機界戦隊ゼンカイジャー THE MOVIE 赤い戦い! オール戦隊大集会!!』
『機界戦隊ゼンカイジャー』の劇場作品。レッドマスクが登場。